# Narian-Mar
Narian-Mar (în rusă Нарья́н-Мар, în neneț Nyar'yana mar) este un oraș în Rusia și are rolul administrativ de reședință a  Regiunii Autonome Neneția, localizat pe malul drept al fluviului Peciora, la 110 km de vărsarea acestuia în Marea Barents.
Profilul economic al orașului este conturat de portul fluvial și de unitățile industriale ce aparțin gigantului petrolier rus, Lukoil.

## Clima
| Date climatice pentru Narian-Mar        | Date climatice pentru Narian-Mar | Date climatice pentru Narian-Mar | Date climatice pentru Narian-Mar | Date climatice pentru Narian-Mar | Date climatice pentru Narian-Mar | Date climatice pentru Narian-Mar | Date climatice pentru Narian-Mar | Date climatice pentru Narian-Mar | Date climatice pentru Narian-Mar | Date climatice pentru Narian-Mar | Date climatice pentru Narian-Mar | Date climatice pentru Narian-Mar | Date climatice pentru Narian-Mar |
| Luna                                    | Ian                              | Feb                              | Mar                              | Apr                              | Mai                              | Iun                              | Iul                              | Aug                              | Sep                              | Oct                              | Nov                              | Dec                              | Anual                            |
| --------------------------------------- | -------------------------------- | -------------------------------- | -------------------------------- | -------------------------------- | -------------------------------- | -------------------------------- | -------------------------------- | -------------------------------- | -------------------------------- | -------------------------------- | -------------------------------- | -------------------------------- | -------------------------------- |
| Maxima medie °C (°F)                    | −13.2 (8,2)                      | −12.8 (9)                        | −6.6 (20,1)                      | −2 (28,4)                        | 4.7 (40,5)                       | 14.1 (57,4)                      | 18.8 (65,8)                      | 14.7 (58,5)                      | 9.3 (48,7)                       | 1.6 (34,9)                       | −6.5 (20,3)                      | −10.1 (13,8)                     | 1,0 (33,8)                       |
| Media zilnică °C (°F)                   | −17.2 (1)                        | −16.9 (1,6)                      | −10.9 (12,4)                     | −6.6 (20,1)                      | 0.6 (33,1)                       | 8.8 (47,8)                       | 13.5 (56,3)                      | 10.5 (50,9)                      | 5.8 (42,4)                       | −0.8 (30,6)                      | −9.6 (14,7)                      | −14 (6,8)                        | −3,1 (26,4)                      |
| Minima medie °C (°F)                    | −21.7 (−7.1)                     | −21.4 (−6.5)                     | −15.5 (4,1)                      | −11.2 (11,8)                     | −2.7 (27,1)                      | 4.7 (40,5)                       | 9.2 (48,6)                       | 7.1 (44,8)                       | 3.0 (37,4)                       | −3.3 (26,1)                      | −13.2 (8,2)                      | −18.3 (−0.9)                     | −6,9 (19,6)                      |
| Minima istorică °C (°F)                 | −47.4 (−53.3)                    | −46.5 (−51.7)                    | −45.4 (−49.7)                    | −36.3 (−33.3)                    | −23.7 (−10.7)                    | −7.2 (19)                        | 0.0 (32)                         | −4.3 (24,3)                      | −7.8 (18)                        | −26.4 (−15.5)                    | −40.2 (−40.4)                    | −47.6 (−53.7)                    | −47,6 (−53,7)                    |
| Precipitații mm (inches)                | 29 (1.14)                        | 24 (0.94)                        | 26 (1.02)                        | 29 (1.14)                        | 37 (1.46)                        | 48 (1.89)                        | 55 (2.17)                        | 70 (2.76)                        | 60 (2.36)                        | 52 (2.05)                        | 37 (1.46)                        | 36 (1.42)                        | 503 (19,8)                       |
| Umiditate [%]                           | 82                               | 82                               | 81                               | 78                               | 76                               | 72                               | 75                               | 83                               | 86                               | 88                               | 87                               | 84                               | 81,2                             |
| Nr. mediu de zile ploioase              | 3                                | 2                                | 3                                | 7                                | 14                               | 20                               | 20                               | 25                               | 24                               | 16                               | 6                                | 4                                | 144                              |
| Nr. mediu de zile cu ninsoare           | 24                               | 22                               | 23                               | 17                               | 11                               | 2                                | 0                                | 0                                | 1                                | 12                               | 20                               | 24                               | 156                              |
| Ore însorite                            | 6.0                              | 47.0                             | 128.0                            | 200.0                            | 187.0                            | 248.0                            | 264.0                            | 160.0                            | 98.0                             | 52.0                             | 13.0                             | 1.0                              | 1.404                            |
| Sursa nr. 1: Pogoda.ru.net              |                                  |                                  |                                  |                                  |                                  |                                  |                                  |                                  |                                  |                                  |                                  |                                  |                                  |
| Sursa nr. 2: NOAA (sun only, 1961-1990) |                                  |                                  |                                  |                                  |                                  |                                  |                                  |                                  |                                  |                                  |                                  |                                  |                                  |